# La leggenda dei cinque anelli
Legend of the Five Rings ("La leggenda dei cinque anelli", spesso abbreviata in L5R) è un'ambientazione fittizia creata da John Wick e pubblicata dalla Alderac Entertainment Group nel 1995. Poiché l'ambientazione è incentrata sull'impero fittizio del Rokugan, sebbene alcune aree e culture confinanti siano descritte, a volte è chiamata anche Rokugan. L'impero di Rokugan è basato sul Giappone feudale con influenze di altre culture dell'Asia orientale, come la Cina, la Mongolia, la Corea e il Vietnam.
L'ambientazione è stata la base per il gioco di carte collezionabili Legend of the Five Rings, così come per l'omonimo gioco di ruolo La leggenda dei cinque anelli. È stata anche l'ambientazione d'esempio per Oriental Adventures l'espansione dedicata al fantasy orientale della terza edizione di Dungeons & Dragons.
I giocatori del gioco di carte collezionabili e in misura minore quelli del gioco di ruolo, possono influenzare il progredire della sua storia partecipando ai tornei ufficiali. Ai vincitori dei principali tornei prendono decisioni che influenzano la trama negli anni futuri, mentre quelli dei tornei minori la influenzano in misura minore.

## Ambientazione
Rokugan è l'impero fittizio che è il potere principale dell'ambientazione, è simile al Giappone feudale, ma include anche aspetti di altre culture asiatiche, così come bestie magiche e mitologiche. Il mondo dell'ambientazione non ha un nome globale, per cui il nome "Rokugan" è usato anche per riferirsi al mondo dell'ambientazione nel suo complesso, anche se strettamente parlando questo è scorretto.

### Mito della creazione
Secondo il mito della creazione il mondo è stato creato dal sacrificio dei primi dei, che diedero vita anche ad Amaterasu (la dea del sole) e Onnotangu (dio della Luna) e questi diedero il nome a tutte le cose dando forma al mondo. Onnotangu innamorato di Amataresu la insegue costantemente creando il ciclo del giorno e della notte. Dalla loro unione, avvenuta durante la prima eclissi, nacquero dieci figli, che Onnotangu temendo di essere spodestato divorò tutti, tranne Hantei che si salvò grazie all'aiuto della madre. Hantei liberò i fratelli tagliando il ventre del padre salvandoli tutti, tranne uno già morto. Comunque Fu Leng era orrendamente sfigurato e cadde sulla Terra. Allo stesso tempo anche gli otto fratelli rimanenti scesero sulla terra e fondarono l'impero di Rokugan di cui Hantei divenne imperatore mentre ognuno dei suoi fratelli fondò uno dei grandi clan.
Fu Leng mosso dall'odio per i fratelli da cui era stato abbandonato attaccò l'impero con un esercito di mostri, ma fu fermato dall'intervento di un mistico di nome Shinsei, che a capo di un gruppo di sette uomini, ognuno dei quali rappresentava uno dei clan attaccò Fu Leng. L'unico superstite del combattimento fu il rappresentante dello Scorpion Clan, che imprigionò l'anima di Fu Leng in dodici pergamene, che lo Scorpion Clan nascose. Dopo un'era di pace Fu Leng ritornò e scoppiò una seconda guerra per fermarlo. A questa guerra seguirono anni di lotte interne tra i vari clan e la caduta dell'imperatore, fino all'insediamento sul trono dell'imperatrice Iweko della famiglia Kitsuki.
L'impero di Rokugan è da una parte in un costante stato di tensione a causa degli intrighi e delle lotte di potere dei vari clan, assediato a sud dai mostri provenienti dalle Shadowland, la desolazione creata dalla caduta di Fu Leng sulla Terra.

### L'impero di Rokugan
La società del Rokugan è basata su una struttura a clan con dei cosiddetti "Grandi Clan" e numerosi clan minori. Inizialmente i grandi clan erano sette, a questi si sono aggiunti in seguito altri due clan, il Mantis Clan e lo Spider Clan. I grandi clan sono composti da numerose linee familiari, ognuna con uno scopo all'interno del clan, mentre generalmente i clan minori sono composti da una sola linea famigliare. Ogni clan possiede aree di terra sotto il proprio controllo concesse loro come feudo dall'imperatore. L'imperatore mantiene comunque la proprietà di tutte le terre ed essenzialmente i clan le affittano pagando tasse annuali.

### I grandi clan
Clan Crab ("clan del granchio")è considerato il meno raffinato e acculturato di tutti i clan. Il suo dovere è di sorvegliare il Carpenter Wall ("Muro del Carpentiere") che separa l'impero di Rokugan dalla corrotta e contaminata Shadowland. A causa del loro dovere sono costantemente attaccati da nemici non morti, Oni (demoni) e da una varietà di mostri minori. Il clan ha svolto questo compito per epoche immemorabili e per questa ragione i suoi membri sono esperti nelle strategie difensive. I loro guerrieri sono tutti provati in battaglia e la maggior parte di essi preferisce usare armi massicce come il tetsubo ("mazza da guerra a due mani") o il no-dachi ("spada a due mani"). Le linee familiari sono gli Hida, Hiruma, Kaiu, Kuni, Toritaka e Yasuki. I colori del clan sono il grigio e il blu scuro.
Crane Clan ("clan della gru")la mano sinistra dell'imperatore, il Crane clan è considerato il più artistico di tutti. Sono conosciuti in tutto l'impero per i loro cortigiani, artigiani e duellisti. I loro samurai sono probabilmente i migliori duellisti del Rokugan; sono addestrati nella tecnica dello Iaijutsu (estrazione rapida) in cui l'atto di estrarre la spada e di colpire per uccidere è un unico, rapido, movimento. Le famiglie del clan sono Asahina, Daidoji, Doji e Kakita, l'unico nome di famiglia usato da due clan distinti. I colori del clan sono bianco e blu chiaro.
Dragon Clan ("clan del drago")il Dragon clan controlla le montagne settentrionali dell'impero. Sono solitari e si isolano dagli affari degli altri clan, preferendo risiedere nelle lor fortezze di montagna. In inverno le pesanti nevicate isolano la maggior parte delle terre del dragon clan dall'impero. I loro samurai usano il niten (lo stile dei due colpi) in cui i combattenti usano siano la katana che il wakizashi per eseguire attacchi veloci in rapida successione. Per molti osservatori il niten è più una danza che un vero combattimento, ma è comunque un'arte mortale che richiede molta abilità e coordinazione. Le linee familiari sono Kitsuki, Mirumoto, Tamori, l'Ordine dei Tattooed Men (suddiviso nelle famiglie Togashi, Hitomi e Hoshi), e in precedenza gli Agasha, ch eora giurano alleanza al Phoenix Clan. I colori del clan sono verde smeraldo e oro. Il suo fondatore è stato Kami Togashi, che diversamente dai suoi fratelli rimase vivo in un corpo ospite per 1000 anni fino a che non fu ucciso da suo fratello Fu Leng nel secondo giorno del tuono. Membri del clan degni di nota includono:
- Agasha Tamori e Tamori Chosai, entrambi oracoli del fuoco
- Mirumoto, il Dragon Thunder originale
- Hitomi, il secondo Dragon Thunder e precedente Lady Moon dopo la morte di Onnatangu
- Togashi Satsu, precedente campione del dragone, nipote di Togashi e voce dell'imperatrice
- Iweko I, in precedenza Kitsuki Iweko, daymio dei Kitsuki ed imperatrice regnante

Lion Clan ("clan del leone")il Lion Clan è noto per essere molto aggressivo e spinto all'onore. Sono la mano destra dell'imperatore e difendono personalmente la sua causa sopra ogni altra cosa. Alcuni dei migliori generali del Rokugan appartengono a questo clan. Il Lion Clan ha anche il più grosso esercito dell'impero ed è noto per la sua rigida aderenza al codice del Bushido. Le linee familiari sono Akodo, Ikoma, Kitsu e Matsu. I colori del clan sono marrone e giallo brunito.
Phoenix Clan ("clan della fenice")il Phoenix Clan è noto per essere il più pacifico e abile con la magia. Hanno scuole di magia associate ad ogni elemento, inclusa l'unica scuola della magia che tratta la magia del vuoto. Le linee familiari sono Agasha, Asako, Isawa e Shiba. I colori del clan sono rosso e arancio.
Scorpion Clan ("clan dello scorpione")lo Scorpion Clan è noto per essere la mano nascosta dell'Imperatore. Son noti per le loro capacità come cortigiani, ma i loro ninja sono esperti di spionaggio e assassinio. Il clan non condivide le sue conoscenze con gli estranei. Architetti degli scorpioni hanno costruito molte delle strutture chiave del Rokugan e in molte di esse ci sono stanze e passaggi segreti noti solo al clan. È una loro tradizione essere sempre mascherati o con la faccia dipinta. Le linee familiari sono Bayushi, Shosuro, Soshi e Yogo. I colori del clan sono rosso cremisi e nero.
Unicorn Clan ("clan dell'unicorno")il clan dell'unicorno è noto per la sua cavalleria e la sua abilità a cavallo. I suoi membri sono trattati come barbari dagli altri clan per aver trasporto quasi 800 degli ultimi mille anni al di fuori dell'impero. L'Unicorn Clan discende dal Ki-Rin che abbandonò l'Impero. Cacciano, mangiano carne rossa e hanno adottato diverse consuetudini considerate taboo dagli altri clan. Comunque i cavalli che hanno portato con loro da terre distanti sono più forti, veloci e grandi di ogni altro del Rokugan. Le linee familiari sono Moto, Ide, Iuchi, Shinjo e Utaku, precedentemente nota come Otaku. I colori del clan sono porpora e bianco.
Mantis Clan ("clan della mantide")fino al secondo giorno del tuono era un clan minore, ma riuscì a guadagnarsi un posto tra i grandi clan, assorbendo nel processo altri clan minori.. Le linee familiari sono Kitsune (in precedenza Fox Clan), Moshi (in precedenza Wasp Clan), Tsuruchi (in precedenza Tsuruchi Clan) e Yoritomo. I colori del clan sono argento e verde.
Spider Clan ("clan del ragno")Lo Spider Clan fu formato da Daigotsu da Samurai contaminati dalla Shadowland, da Blood Speaker e da Monaci che seguono la sua interpretazione del Tao. Era considerato un clan fuorilegge fino alla fine della Destroyer War quando l'imperatrice concesso loro lo stato di Grande Clan in quello che molti Samurai hanno percepito come il fare un patto con l'oscurità. I membri dello Spider Clan che sono contaminati dalla Shadowland sono banditi nell'Ivory Kingdoj. Il Clan consiste della famiglia Daigotsu e dai monaci. La famiglia Chuda si è separata dal clan quand questi è asceso allo stato di Grande Clan. Gli Chuda ora hanno unito le forze con l'orda dei Jikogu. Lo Spider Clan era governato da un concilio fino a che il corrente campione del clan (Daigotsu Kanpeki) non è asceso alla sua posizione.

### I clan minori
Ci sono molti clan minori nel Rokugan che sono nati alla nascita dell'Impero. Nuovi clan non sono creati alla leggera. I fondatori di questi clan hanno generalmente compiuto un atto di straordinario valore o compiuto un favore per l'Impero. Tra i clan minori ci sono
Hare Clan ("lepre"), Ox Clan ("bue"), Sparrow Clan ("passero"), Snake Clan ("serpente"), Monkey Clan ("scimmia"), Tortoise Clan ("tartaruga"), Bat Clan ("pipistrello"), Firefly ("lucciola") Clan, Badger Clan ("tasso"), Oriole Clan and Dragonfly Clan ("libellula"). The Dragonfly Clan venne spazzato via in una guerra tra il Lion e il Dragon Clan, ma è stato ricostruito con l'aiuto di Toturi Sezaru, fratello del precedente imperatore.
A parte l'unione di clan minori che ha formato il Mantis Clan, altri clan minori sono stati assorbiti da clan maggiori, per esempio il Falcon Clan è stato assorbito nel Crab Clan come famiglia Toritaka.

### Altre regioni
Burning Sandssituata a nord e ad occidente del Rokugan. Consiste principalmente di tratti desertici abitati da nomadi che combattono aspre guerre per il possesso anche della più piccola riserva d'acqua. Basto tematicamente su una versione fantastica dell'Arabia.
Ivory Kingdomssituato lontano ad sudovest del Rokugan, oltre le Shadowlands. Nel Rokugan si conosce poco di queste isole e dei loro abitanti, sebbene il Mantis Clan abbia commerciato segretamente e illegalmente con questa nazione. La maggior parte dei suoi abitanti è stato sacrificato durante la Destroyer war per creare l'esercito che attaccò il Rokugan. Basato tematicamente su una versione fantastica dell'India.
Shadowlandsconfinano a sud e sudovest con il Rokugan. Pur non essendo di per sé una nazione è una terra contaminata dove anche la stessa aria può essere velenosa e orribili mostri vengono evocati da oscuri poteri per combattere una guerra senza fine contro il Rokugan. Il solo entrare in questo territorio fa correre il rischio di essere contaminati dal Shadowlands Taint, un'infezione mistica che gradualmente degrada la morale e la sanità mentale degli individui concedendo in cambio forza, velocità e resistenza aumentate. Il livello di rischio e la gravita del Taint aumentano con l'avvicinarsi al Black Pit ("pozzo nero"), il centro delle Shadowlands, che è in diretto contatto con Jigoku. Il Crab Clan che deve combattere regolarmente in aree vicino o entro le Shadowlands, consuma una quantità enorme della riserva di giada dell'impero, dato che i pezzi di giada indossati da una persona assorbono la corruzione per un limitato periodo di tempo, per poi dissolversi.
Steppe settentrionalia nord del Rokugan oltre i territori dei Dragon, Ox, Badger e Phoenix Clan si trovano le steppe senza fine dei Yobanjin. Questi sono un popolo di feroci predoni nomadi, noti per cavalcare dragoni e possedere potenti sciamani. Tematicamente basate su una versione fantasy della Mongolia
Il resto del mondolontano a occidente oltre le Burning Sands o gli Ivory Kingdoms ci sono altre terre, la maggior parte delle quali prive di contatti con il Rokugan. I Senpet, in precedenza una potente teocrazia (un'ambientazione basata su una versione fantasy dell'Egitto dei faraoni) sono stati soggiogati dall'esercito dei Yodotai (un regno basato sull'impero romano). Altri regni, come i Thrane o Merenae che minacciavano il Rokuan con vascelli armati con cannoni sono praticamente scomparsi dopo essere stati afflitti da una strana epidemia.

### Creature
Il mondo del Rokugan è abitato da molte e straordinarie creature e gli esseri umani non sono i soli esseri ad avere sviluppato una società. Oltre a goblin, mujina, oni, draghi molti altri esseri esistono, I seguenti sono le specie principali:
Umanila grande maggioranza della popolazione del Rokugan è umana, il numero di membri non umani dei clan del Rokugan è basso.
Kenkui kenku sono una razza antica che somiglia a grossi corvi umanoidi. I kenku sono spadaccini leggendari e, perlomeno nelle leggende, i responsabili dell'addestramento di molti dei più famosi spadaccini del Rokugan. Vedere un kenku è raro e riuscire a diventare un suo studente quasi impossibile. Queste creature si isolano quasi completamente dagli affari del Rokugan. Il loro aspetto è quello di un grande corvo le cui ali sono flessibili e possono essere usate come armi.
Lost ("perduti")i perduti sono esseri umani che si sono abbandonati alla volontà malvagia di Fu Leng. Spesso sono "benedetti" con doni oscuri che alla fine conducono alla pazzia. Alcuni dei Lost hanno formato parodie della società e ci sono anche voci di bambini nati nelle Shadowlands, molti dei quali hanno ricevuto i benefici dei doni oscuri, con poche maledizioni a causa della loro incrollabile devozione a Fu Leng.
Nagai naga sono una razza antica di creature dall'aspetto metà di esseri umani e metà di serpenti. Molto prima del sorgere del Rokugan i naga possedevano una civiltà vasta e animata. Comunque in qualche momento del passato l'intera razza è entrata in un sonno profondo, durato quasi 100.000 anni. Si sono brevemente risvegliati durante il secondo giorno del tuono, ma dopo qualche anno di coinvolgimento negli affari del Rokugan sono tornati di nuovo in letargo.
Nezumiuna razza di grandi topi intelligenti. Al momento vivono nello squallore, poco meglio degli animali, sebbene in passato abbiano avuto una società estesa e avanzata. Sfortunatamente questa civiltà si trovava interamente nel territorio ora occupato dalle Shadowlands e fu distrutta quando il kami oscuro Fu Leng cadde sulla terra. I ritrovamenti dei resti della loro società sono solo recenti. Molte storie della storia dei Naga proverebbero che la loro società non è mai esistita, ma Ikoma Otemi rinvenne in un'isola ora protetta dal Lion Clan delle antiche pergamene che ne provano l'esistenza. I Nezumi controllano la Name Magic ("magia dei nomi"), una potente e antica forma di magia. Diversamente da altre razze sono completamente immuni al Taint e per questo il Clan Crab ha stretto un'alleanza con molte famiglie e tribù dei Nezumi che vivono vicino al muro.
Zokujini "goblin di rame" sono piccole creature con spessi capelli e teste che ricordano vagamente quelle delle rane. Poiché si nutrono della roccia sono scavatori naturali straordinari. Spesso sono usati anche involontariamente dai clan del Rokugan nelle loro miniere. I Zokugjin vivono per secoli e un loro sciamano avrà capacità nella magia della terra molto più potenti di quanto non sia possibile per shugenja umano.
OgreSebbene poco sia conosciuto di questi stupi bruti, in passato hanno posseduto un impero e si dice che fossero molto più avanzati degli umani. Comunque con la caduta di Fu Leng dai cieli gli ogre furono soggiogati alla sua volontà e soffrirono un'intesa corruzione e devoluzione fisica, diventando i mosti che ora sono.
KitsuneI kitsune sono benevolenti spiriti della natura che spesso assumono la forma di un animale, ma occasionalmente possono assumere forma umana e innamorarsi. La famiglia Kitsune, precedentemente Fox Clan, ha un'affinità con i kitsune e può contare su di loro come alleati, offrendo in cambio la propria protezione.
Ashlanuna razza di stregoni maligni. Si riproducono molto raramente e solo tre ashlan sono nati negli ultimi mille anni. Sono nemici giurati dei naga. È loro vietato di entrare in Rokugan e interferiscono nei suoi affari solo medianti servi minori.
Oraclespotenti esseri che rappresentano sia il male che il bene delle forze elementali. Gli Oracles non possono attaccare un essere a meno che non siano attaccati per primi. Gli Oracles sono mortali esaltati dai dragoni celestiali o da Jigoku.

## Prodotti

### Gioco di carte collezionabili
Il gioco di carte collezionabili Legend of the Five Rings, ideato da David Williams con Ryan Dancey e Matt Wilson, è stato pubblicato nel 1995 dalla Alderac Entertainment Group che tuttora lo pubblica dopo essere stato nel periodo 1998-2000 di proprietà della Wizards of the Coast Normalmente è giocato da due o più giocatori (generalmente due nei tornei), ognuno dei quali deve usare un mazzo di 40 carte (in precedenza di almeno 30). Il gioco continua fino a che uno dei giocatori non ha raggiunto una delle possibili condizioni di vittoria. Queste possono includere la vittoria militare (distruggere tutte le province dell'avversario), per onore (raggiungere un certo numero di punti onore), disonore (forzare un avversario sotto una soglia prefissata di punti onore), raggiungendo l'illuminazione cioè mettendo in gioco tutte e cinque le carte degli elemental ring ("anelli elementali").
Nelle partite di tornei i giocatori possono influenzare la storia del gioco, la costruzione del loro mazzo contribuisce direttamente alla vita (o morte) dei personaggi coinvolti. Questa a sua volta si riflette nelle espansioni future del gioco e nelle sue meccaniche. Le regole complete ed aggiornate del gioco sono disponibili sul sito ufficiale.
Il L5R CCG è pubblicato in inglese, francese e spagnolo. In precedenza è stato anche pubblicato in tedesco e polacco.
Nel 1998 la Wizards of the Coast pubblicò il gioco di carte collezionabili Legend of the Burning Sand basato sulla regione delle Burning Sands. I giocatori rappresentano fazioni della città di Medinat al-Salaam in lotta per il controllo dell'acqua. Per questo gioco oltre alla prima edizione (Episode 1: Shadow of the Tyrant) furono pubblicate due espansioni (Episode 2: Secret and Lies e Episode3: Black Hand, Black Heart) e un ultimo set base (Awakening) tutti nel 1998.

### Gioco di ruolo
Il gioco di ruolo è stato pubblicato per la prima volta nel 1997 ed è giunto finora alla sua quinta edizione. Tutte le sue edizioni hanno usato un regolamento progettato esplicitamente per l'ambientazione con poche variazioni da un'edizione all'altra. Per distinguerlo dall'edizione d20 System viene a volte definito come il sistema "d10", "classico" o "Roll & Keep" (letteralmente "tira e tieni").
Nel periodo di proprietà della Wizards of the Coast l'ambientazione del Rokugan è diventata l'ambientazione orientale di default per Dungeons & Dragons, soppiantando Kara Tur nell'edizione dell'Oriental Adventure. In questo periodo furono pubblicati supplementi con doppie statistiche per il d20 System e per il sistema classico.
Nel 2000 è stata pubblicata un'edizione italiana dalla 21st Century Games traduzione del regolamento della prima edizione del gioco.

### Gioco di ruolo dal vivo
Nel 2004 è stata pubblicata una variante per il gioco di ruolo dal vivo. Eventi di L5R sono spesso stati tenuti a convention come la GenCon. Un gruppo di fan chiamato Heroes of Rokugan organizza LARP annuali come parte della storia che sviluppano.

### Clan War
Clan War (Dave Williams, 1998) è stato un wargame tridimensionale prodotto dalla AEG. Il gioco non è più prodotto, ma le miniature usate per il gioco sono state ripubblicate dalla Valiant Miniatures nel 2010.

### Giochi da tavolo
Sono stati pubblicati alcuni giochi dedicati a questa ambientazione:
- Diskwars: Legend of the Five Rings (Tom Jolly, 2000) versione ambientata nel Rokugan di Disk Wars, un wargame in cui le unità sono rappresentati da grossi dischi in cartoncino riportanti tutte le informazioni sull'unità stessa.
- Ninja: Legend of the Scorpion Clan (Frederic Moyersoen, 2011). Un gioco da tavolo in cui un gruppo di ninja dello Scorpion Clan deve infiltrare una fortezza del Lion Clan per portare a termine una missione segreta. Progettato per durare meno di un'ora include dozzine di miniature in plastica, ed è basato sul movimento segreto.[6]
- War of Honor (Bryan Reese, 2011). Un misto di gioco da tavolo e gioco di carte collezionabili (quattro mazzi precostituiti per i Dragon, Phoenix, Lione e Scorpion clan sono forniti nella scatola base, ma possono essere usati tutte le carte del CCG)[7].

### Romanzi
La Wizards of the Coast ha pubblicato due serie di romanzi ambientati in Legend of the Five Rings:
- Clan War
  - Stephen D Sullivan (2000). The Scorpion
  - Allison Lassieur (2000). The Unicorn
  - Ree Soesbee (2000). The Crane
  - Stephen D Sullivan (2001). The Phoenix
  - Stan! (2001). The Crab
  - Ree Soesbee (2001). The Dragon
  - Stephen D Sullivan (2001). The Lion
- The Four Winds Saga:
  - Edward Bolme (2002). The Steel Throne
  - Ree Soesbee (2002). Wind of Honor
  - Jess Lebow (2002). Wind of War
  - Rich Wulf (2003). Wind of Justice
  - Ree Soesbee (2003). Wind of Truth

## Storia editoriale
L'idea iniziale per la creazione di una nuova ambientazione fantasy orientale nacque nel 1994 da una conversazione tra John Zinser e David Seavy della Alderac Entertainment Group riguardo al gioco di ruolo Bushido (1980) non più disponibile per le vicende della sua casa editrice, la Fantasy Games Unlimited. A loro si unì John Wick, sempre della AEG e Ryan Dancey della Isomedia una ditta di distribuzione.
Inizialmente fu pubblicato il gioco di carte collezionabili nel 1995, che vinse l'Origins Award 1996 per il miglior gioco di carte premio vinto nuovamente nel 2007 e nel 2013. Nel 1996 fu formata una nuova ditta, la Five Rings Publishing Group per gestire le proprietà intellettuale dell'ambientazione. Robert Abramowitz era presidente in rappresentanza di un gruppo di investitori, Ryan Dancey era vicepresidente dello sviluppo dei prodotti e John Zinser vicepresidente delle vendite. Alderac e Isomedia vendettero i loro diritti sull'ambientazione alla nuova ditta che a sua volta li rilicenziò indietro alla Alderac. La Alderac continuò a pubblicare il gioco di carte collezionabili.
Nel 1997 Abramowitz e Dancey agirono da intermediatori tra la Wizards of the Coast e la Tactical Studies Rules per l'acquisto di quest'ultima e come parte dell'accordo anche la Five Rings Publishing fu acquistata dalla Wizards of the Coast, di cui divenne una divisione fino al 1998 quando fu dissolta. Lo sviluppo delle regole ed espansioni del gioco di carte collezionabili rimase alla AEG, ma la pubblicazione passò alla Wizards of the Coast, che pubblicò anche un altro gioco di carte collezionabili basato sull'ambientqzione (Legend of the Burning Sands) nel 1998.
Sempre nel 1997 John Wick diresse per l'AEG il gruppo di sviluppo (Shawn Carman, Seth Mason, Fred Wan, Rich Wulf, Brian Yoon) che creò il gioco di ruolo basato sull'ambientazione. Il gioco riempì la nicchia dei gioco di ruolo fantasy e ottenne un buon successo, vincendo anche l'Origins Award 1997 come miglior gioco di ruolo
Nel 2000 la AEG pubblicò una seconda edizione del gioco di ruolo, mentre nel 2001 la Wizards of the Coast pubblicò una nuova edizione di Oriental Adventure a cura di James Wyatt, in cui l'ambientazione di Kara-Tur fu sostituita dal Rokugan, con regole per il d20 System
La licenza originaria che aveva la AEG era scaduta nel 2000, comunque con il permesso della Wizards of the Coast aveva continuato a stampare supplementi per il gioco di ruolo. Nel 2001 la AEG riacquitò la piena proprietà dei diritti dalla Wizards of the Coast che si stava liberando delle licenze meno redditizie. Immediatamente pubblicò Rokugan Oriental Adventures Campaign Setting espandendo il materiale pubblicato dalla Wizards of the Coast e seguendolo con altri due manuali nel 2002 e con diversi supplementi con statistiche doppie per il Roll & Keep e per il d20 System. Nel 2004 fu pubblicato l'ultimo supplemento con statistiche doppie d20 System/Roll & Keep e nel 2005 fu pubblicata una terza edizione del gioco, basata unicamente sul sistema Roll & Keep. Nel 2008 l'ambientazione fu espansa alla regione delle Burning Sands dal tema fantasy arabo con Legend of the Burning Sand.. Nel 2010 fu pubblicata la quarta edizione del gioco di ruolo, supportato da alcuni supplementi, ma comunque il focus principale dell'AEG è sul gioco di carte collezionabili.
La AEG continuò anche la produzione del gioco di carte collezionabili da dove l'aveva lasciata la Wizards of the Coast proseguendo con l'espansione A Perfect Cut nel 2001 e pubblicando un nuovo set base ogni due anni, per esempio alla fine del 2005 fu pubblicata la Lotus Edition con cui iniziò il ciclo di storie dell'Age of Enlightenment ("età dell'illuminazione") e nel 2007 la Samurai Edition che includeva il ciclo di storie del Race for the Throne ("corsa per il trono").

### La causa del Comitato Olimpico Internazionale
Il simbolo iniziale dell'ambientazione erano cinque anelli interconnessi tra loro. Nel 2000 il Comitato Olimpico Internazionale fece causa alla Wizards of the Coast in base a un atto speciale del Congresso degli Stati Uniti per cui ha l'esclusiva su ogni simbolo composto da cinque anelli interconnessi. La Wizards fu obbligata a cambiare il simbolo, ma se questo non era un grosso problema per il gioco di ruolo, lo era per il gioco di carte collezionabili, dato che il simbolo compariva sul dorso delle carte e pertanto permetteva di distinguere carte vecchie e nuove dal dorso. La Wizards of the Coast distribuì delle bustine protettive con il retro opaco per nascondere il dorso delle carte con Spirit Wars, la prima espansione a essere pubblicata dopo il cambio di simbolo.